# Regeringsformatie België oktober 1980
Na de val van de regering-Martens III op 4 oktober 1980 ging de formatie van een nieuwe federale regering van start. De formatie duurde zestien dagen en leidde tot de vorming van de regering-Martens IV.

## Aanloop naar de formatie
Op 4 oktober 1980 bood eerste minister Wilfried Martens (CVP) aan koning Boudewijn het ontslag van de regering-Martens III aan, die nog maar sinds mei 1980 in functie was. Aanleiding waren de conflicten tussen de liberale en socialistische regeringspartijen, die het oneens waren over de manier waarop de openbare financiën gesaneerd moesten worden. Door de slechte economische toestand was de Belgische staatsschuld namelijk enorm gestegen, waardoor die sanering noodzakelijk was.
De koning hield het ontslag in beraad en na consultaties met de partijvoorzitters van de regeringspartijen (de christendemocratische partijen CVP en PSC, de socialistische partijen PS en SP en de liberale partijen PVV en PRL) kreeg premier Martens de opdracht om na te gaan of de conflicten binnen de regering gelijmd konden worden.
Op 6 oktober legde premier Martens aan de leden van het kernkabinet en de voorzitters van de regeringspartijen een herwerkt herstelplan voor. Het plan werd afgeschoten door de liberalen, die vonden dat er onvoldoende besparingen waren. Vervolgens ging Martens in de nacht van 6  op 7 oktober opnieuw het ontslag van zijn regering aanbieden.

### Formateur Wilfried Martens (7 oktober - 22 oktober 1980)

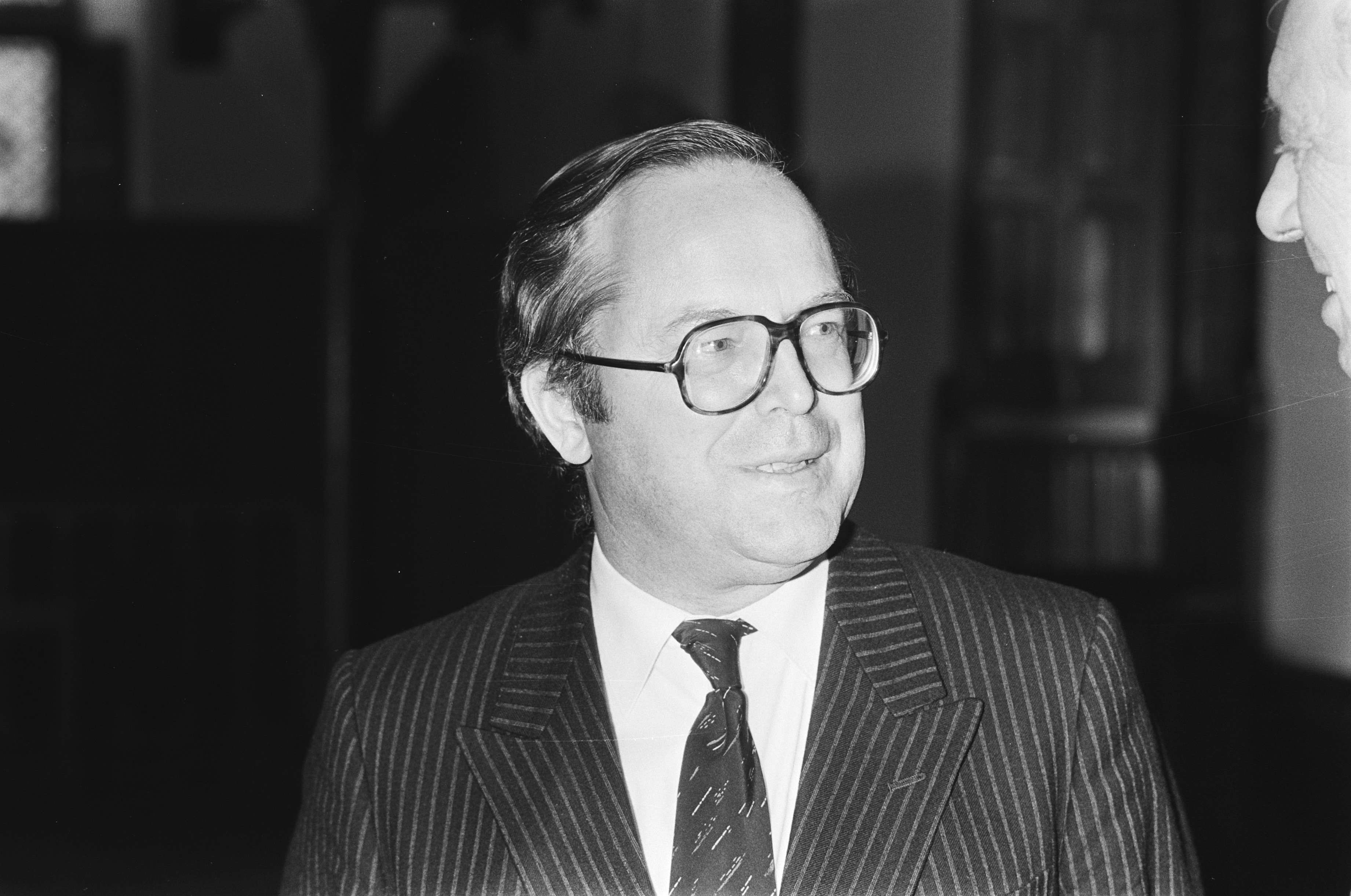
Wilfried Martens.

De koning aanvaardde het ontslag van de regering-Martens III en na consultaties met Kamervoorzitter Jean Defraigne, Senaatsvoorzitter Edward Leemans en partijvoorzitters Leo Tindemans (CVP), Paul Vanden Boeynants (PSC), Karel Van Miert (SP) en André Cools (PS) benoemde hij op 7 oktober ontslagnemend premier Martens tot formateur. Verwacht werd dat Martens een rooms-rode regering van christendemocraten en socialisten zou vormen.
Op 8 oktober ontving Martens de christendemocratische en socialistische partijen in de Wetstraat 16. Iedere partij was vertegenwoordigd door drie onderhandelaars: bij CVP waren dat voorzitter Leo Tindemans, minister Jos Chabert en Herman Van Rompuy, directeur van studiedienst CEPESS, PSC stuurde voorzitter Paul Vanden Boeynants en Kamerleden Philippe Maystadt en Melchior Wathelet, bij PS werd voorzitter André Cools vergezeld door vicepremier Guy Spitaels en minister Philippe Moureaux en SP werd vertegenwoordigd door voorzitter Karel Van Miert, vicepremier Willy Claes en Kamerfractieleider Louis Tobback. Martens legde de onderhandelaars een breed sociaal-economisch herstelprogramma voor dat de basis voor de besprekingen moest vormen. Dat werd een dag later afgewezen door de socialisten en ook PSC had een reeks aanmerkingen op het herstelprogramma. Niettemin werden de onderhandelingen over het herstelprogramma voortgezet.
In het weekend van 11 en 12 oktober 1980 werden aan de onderhandelingstafel akkoorden bereikt over het onderwijs, het welzijnsbeleid, de buitenlandse politiek en het statuut van Brussel. Op maandag 13 oktober begonnen de onderhandelingen over de definitieve tekst van het economisch herstelplan en op 16 oktober werd een akkoord bereikt over het herstelplan, dat handelde over de begroting, de bevordering van de werkgelegenheid, het industrie-, energie- en landbouwbeleid, buitenlandse handel, de sociale zekerheid en de democratisering van het bedrijfsleven.
Op 19 oktober stemden de partijcongressen van CVP, PSC, PS en SP in met deelname aan de regering-Martens IV. Vervolgens kwamen de vier partijen op 20 en 21 oktober 1980 bijeen om de verdeling van de bevoegdheden vast te leggen. Daarbij werd ook gesproken over de aanduiding van de voorzitters van de Kamer, de Senaat en de regionale raden en over de benoeming van een aantal topambtenaren. Op 22 oktober legden de 25 ministers en 7 staatssecretarissen van de regering-Martens IV de eed af. Op 24 oktober werd de regeerverklaring voorgelezen in het parlement, waarna de regering op 29 oktober het vertrouwen kreeg van de Kamer, twee dagen later gevolgd door de Senaat.
1919 · 1920 · 1921 · 1923 · 1924 · 1925 · 1926 · 1927 · 1929 · 1931 · mei 1932 · okt. 1932 · dec. 1932 · jun. 1934 · nov. 1934 · 1935 · 1936 · 1937 · 1938 ·  feb. 1939 · apr. 1939 · 1940 · 1944 · 1945 · feb-mrt 1946 · jul-aug 1946 · 1947 · 1948 · 1949 · jun 1950 · aug 1950 · 1952 · 1954 · jun. 1958 · nov. 1958 · 1961 · 1965 · 1966 · 1968 · 1971/72  · 1972/73 · 1974 · 1977 · 1978 · 1978/79 · apr.-mei 1980 · okt. 1980 · apr. 1981 · nov.-dec. 1981 · 1985 · oktober 1987 · 1987/88 · 1991/92 · 1995 · 1999 · 2003 · 2007 · 2008 · 2010/11 · 2014 · 2019/20 · 2024/25